# Mesophlebion pallescens
Mesophlebion pallescens là một loài thực vật có mạch trong họ Thelypteridaceae. Loài này được (Brause) Holttum mô tả khoa học đầu tiên năm 1975.